# Heptaminol
Heptaminol ist ein 1:1-Gemisch (Racemat) von zwei enantiomeren chemischen Verbindungen aus der Gruppe der Aminoalkohole, das als Arzneistoff der Gruppe der Sympathomimetika in der Behandlung von Herz-Kreislauferkrankungen eingesetzt wird. Heptaminol wurde bei Bilhuber entwickelt und im Jahr 1948 patentiert. Eingesetzt wird das Racemat des Arzneistoffs als besser wasserlösliches Hydrochlorid und als Ester Acefyllin-Heptaminol mit Acefyllin (1,2,3,6-Tetrahydro-1,3-dimethyl-2,6-dioxopurin-7-essigsäure).

## Klinische Angaben
Angewendet wird Heptaminol bei Hypotonie, „Altersherz“, sowie zur Begleittherapie bei Digitalismedikation. Üblicherweise erfolgt eine Dosierung von dreimal täglich 150 mg (peroral) bzw. zweimal täglich 200 mg als Retard-Formulierung.

## Pharmakologische Eigenschaften
Heptaminol wirkt indirekt sympathomimetisch, über eine Hemmung der Wiederaufnahme von Noradrenalin im synaptischen Spalt. Heptaminol besitzt eine Plasmahalbwertszeit von 2,5 bis 2,7 Stunden und wird unverändert über den Urin ausgeschieden.

## Sonstige Informationen
Heptaminol wird zu Dopingzwecken verwendet. Es ist in der Liste der World Anti-Doping Agency (WADA) als Stimulans aufgeführt, das während sportlicher Wettkämpfe verboten ist.

## Handelsnamen
- Heptylon
- Generika